# Tramwaje w Parral
Tramwaje w Parral − zlikwidowany system komunikacji tramwajowej w Parral w Chile.

## Historia
Około 1911 spółka Ferrocarril Urbano uruchomiła tramwaje konne. Jedna linia tramwajowa o długości 1,2 km połączyła dworzec kolejowy z końcowym przystankiem Plaza. Linię poprowadzono wzdłuż Calle Aníbal Pinto. Rozstaw szyn wynosił 750 mm. Do obsługi linii posiadano 3 wagony. W 1915 przewieziono 53 856 pasażerów, a w 1920 63 500. Linię zamknięto w 1928.